# Ximena Zomosa
Ximena Zomosa (Santiago de Chile, 1966) es una artista visual contemporánea, curadora y gestora cultural chilena, cuya obra, relacionada al arte conceptual, pretende mostrar —desde la especificidad de género— un discurso propiamente femenino. En el ámbito de la curatoría y gestión, es parte de la Galería Balmaceda Arte Joven «reconocido espacio para el arte emergente chileno».

## Biografía
Estudió licenciatura en arte en la Pontificia Universidad Católica de Chile, que complementó posteriormente con varios cursos en distintas universidades chilenas. Su obra «se caracteriza por la originalidad mostrada en el empleo de materiales sacados de la vida cotidiana y dispuestos en instalaciones inusuales (...). En su afán transformatorio, es evidente un sentido autobiográfico e irónico frente a lo femenino y lo doméstico».
El año 2004 recibió el Premio Altazor de las Artes Nacionales en la categoría Instalación y Videoarte por Colección de la artista.
Ha participado en varias exposiciones individuales y colectivas durante su carrera, entre ellas la V Bienal de Estandartes en Tijuana (2008), las muestras Concours Matisse 1992, Concours Matisse 1994 y II Biennial Premio Gunthe en el Museo Nacional de Bellas Artes de Chile (1992, 1994 y 1995 respectivamente), Última Generación del Museo de Arte Moderno Chiloé (1995), Everyday en el Art Gallery of New South Wales de la Bienal Internacional de Sídney (1998), El Lugar dentro del Museo Casa Colorada (1999), Proyecto de Borde del Museo de Arte Contemporáneo de Valdivia (1999), Project N11, Muro Sur arte chileno contemporáneo en la Bienal de Shanghái (2004), Portable Affairs, Project of a Boundary en el Artspace Centre de Sídney (2005) y Arte Mujer y Compromiso Político en el Museo de la Solidaridad Salvador Allende (2009), entre otras muestras en Chile, Estados Unidos, América Latina, Australia y Europa.